# Iso Poikurinjärvi
Iso Poikurinjärvi är en sjö i Pajala kommun i Norrbotten och ingår i Kalixälvens huvudavrinningsområde. Sjön har en area på 0,0993 kvadratkilometer och ligger 174 meter över havet.

## Delavrinningsområde
Iso Poikurinjärvi ingår i det delavrinningsområde (747338-180183) som SMHI kallar för Mynnar i Tärendöälvens vattendragsyta. Medelhöjden är 208 meter över havet och ytan är 49,34 kvadratkilometer. Det finns inga avrinningsområden uppströms utan avrinningsområdet är högsta punkten. Karijoki som avvattnar avrinningsområdet har biflödesordning 3, vilket innebär att vattnet flödar genom totalt 3 vattendrag innan det når havet efter 194 kilometer. Avrinningsområdet består mestadels av skog (64 procent) och sankmarker (35 procent). Avrinningsområdet har 0,1 kvadratkilometer vattenytor vilket ger det en sjöprocent på 0,2 procent.